# Pompostolella charipepla
Pompostolella charipepla är en fjärilsart som beskrevs av Edward Meyrick 1927. Pompostolella charipepla ingår i släktet Pompostolella och familjen äkta malar.
Artens utbredningsområde är Bermuda. Inga underarter finns listade i Catalogue of Life.